# Pressupost ombra
Un pressupost ombra o pressupost a l'ombra és un pressupost teòric presentat per una oposició en una assemblea legislativa o parlament com a alternativa al pressupost presentat per la majoria.
És un terme comú a Suècia. Al Parlament, l'oposició fa un pressupost ombra quan el govern en exercici presenta els pressupostos. Els partits de l'oposició presenten les seues propostes alternatives al projecte de pressupostos a través de mocions pressupostàries. Sovint es complementen amb les anomenades mocions de l'àrea de despesa on es presenta el pressupost amb més detall.
A Suècia, els pressupostos a l'ombra també són habituals als municipis i comtats.